# Krini
Krini (in greco Κρηνί?; in turco Pınarbaşı) è un villaggio di Cipro. È sotto il controllo de facto di Cipro del Nord, dove appartiene al distretto di Girne, mentre de iure appartiene al distretto di Kyrenia della Repubblica di Cipro. Questo villaggio è sempre stato abitato esclusivamente da turco-ciprioti.
Il villaggio nel 2011 aveva 484 abitanti.

## Geografia fisica
Krini  è situato sulle pendici meridionali delle montagne di Kyrenia, a cinque chilometri dal passo che conduce alla città.

## Origini del nome
Il nome Krini (conosciuto dai turco-ciprioti come Kırnı)  in greco significa "sorgente" o "fontana". Nel 1958 i turco-ciprioti inventarono il nome alternativo "Pınarbaşı", che significa "testa della sorgente".

## Società

### Evoluzione demografica
La popolazione del villaggio dal 1831 è sempre stata soprattutto composta da turco-ciprioti. All'inizio del ventesimo secolo c'erano anche alcuni ortodossi (greco-ciprioti) che vivevano nel villaggio. La popolazione aumentò costantemente da 157 nel 1891 a 277 nel 1960.
Della popolazione originaria nessuno fu espulso durante il periodo dei disordini; tuttavia, il villaggio servì come centro di accoglienza per molti turco-ciprioti sfollati nel 1964. Dal 1964 al 1974, esso fece parte amministrativamente dell'enclave turco-cipriota di Nicosia. Secondo il geografo Richard Patrick, nel 1971 c'erano circa 250 turco-ciprioti sfollati che vivevano nel villaggio. La maggior parte di coloro che vi risiedevano provenivano dai villaggi di Agioi Iliofotoi, Skylloura, Vasileia, Deneia e Kazafani.
Attualmente il villaggio è abitato soprattutto dai suoi abitanti originari. Tuttavia, dagli anni 2000, molti turco-ciprioti di Nicosia e alcuni turco-ciprioti rimpatriati dal Regno Unito hanno acquistato proprietà e si sono stabiliti a Krini. Secondo il censimento del 2006 il villaggio aveva 484 abitanti.

## Economia

### Servizi
Krini è il punto di partenza dell'acquedotto di Nicosia.